# ماهی باله‌خروسی
ماهی باله‌خروسی (نام علمی: Nematistius pectoralis) نام یک گونه از راسته سوف‌ماهی‌سانان است.